# Кивибургер

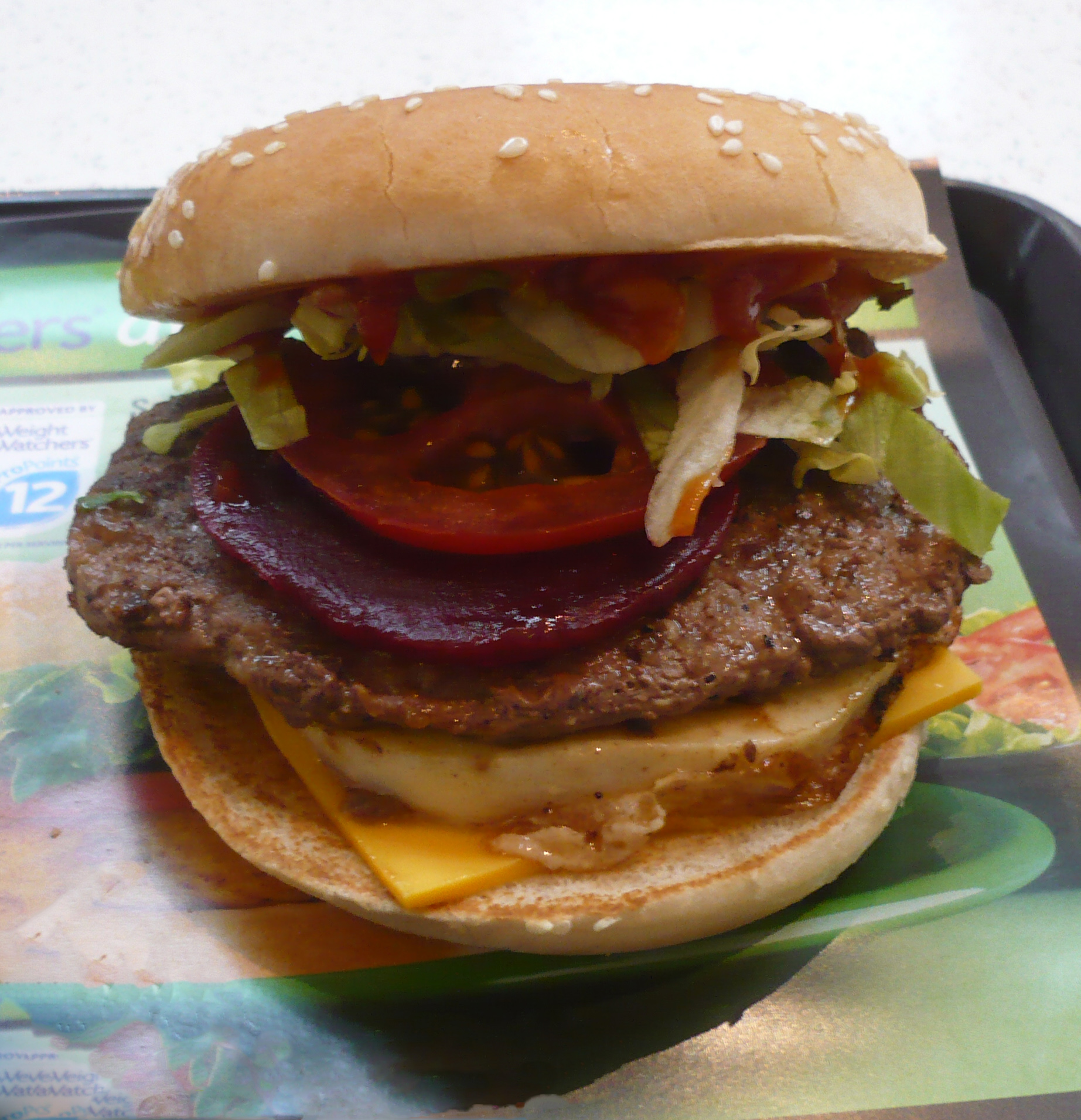
Кивибургер

Кивибургер — гамбургер, продающийся в ресторанах McDonald's в Новой Зеландии.

## История
Идея создания кивибургера принадлежит франчайзи Брайану Олду. Он разработал концепцию этого бургера как своеобразное переосмысление традиционного новозеландского гамбургера, существовавшего до открытия сети ресторанов McDonald’s в Новой Зеландии в 1976 году.
Первоначально кивибургер был представлен в пяти ресторанах Олда в Гамильтоне. В 1991 году он был добавлен в национальное меню.
В 2004 году кивибургер был исключён из национального меню. С тех пор он периодически возвращался в меню в качестве ограниченного по времени предложения. В частности, кивибургер предлагался в мае 2007 года, 2009 года, 2011 года, а также в 2020—2021 годах и 2023—2024 годах.

## Состав
Кивибургер из следующих ингредиентов: говяжья котлета весом 113 грамм, жареное яйцо, свёкла, помидор, салат, сыр, лук. Также в состав входят горчица и кетчуп. Блюдо подаётся на поджаренных булочках с кунжутом.